# Dendrobium sagittatum
Dendrobium sagittatum är en orkidéart som beskrevs av Johannes Jacobus Smith. Dendrobium sagittatum ingår i släktet Dendrobium, och familjen orkidéer. Inga underarter finns listade i Catalogue of Life.